# 새모래덩굴

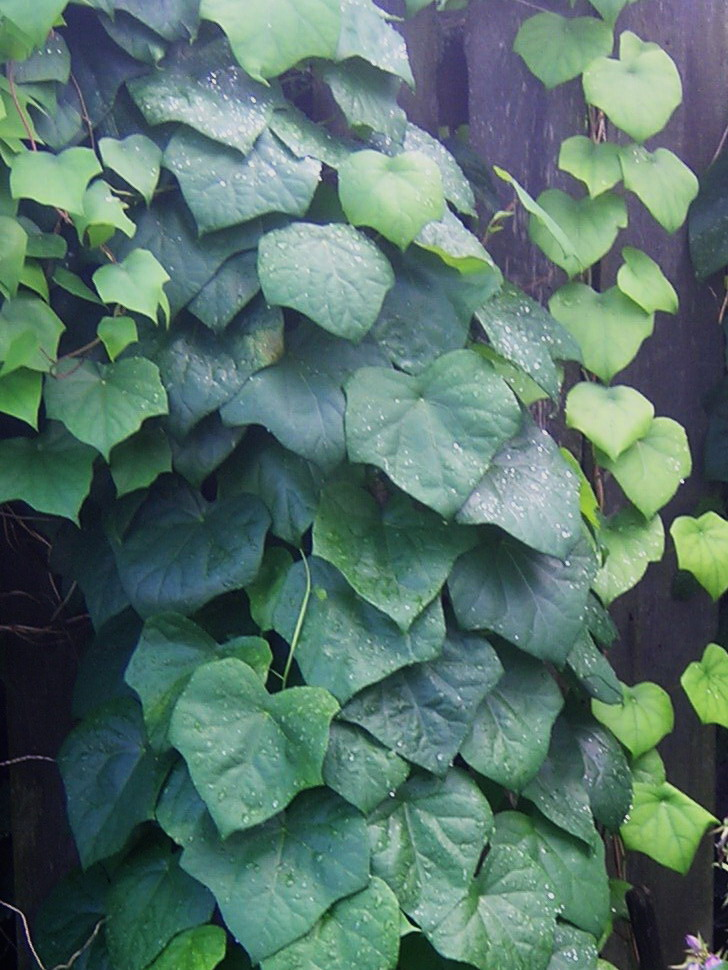

새모래덩굴(Menispermum dauricum)은 한국·일본·중국 등지에 분포하는 덩굴성 여러해살이풀로서 주로 돌담 근처에서 자란다. 잎은 어긋나고 방패 모양이며 3-7각이거나 밋밋하고 길이와 나비가 5-13cm로 털이 없다. 꽃은 6월에 피고 연한 황색이며 원추꽃차례에 달린다. 수꽃은 꽃받침조각 4-6개, 꽃잎 6-10개, 수술 12-20개이다. 암꽃은 1개의 암술과 3개의 심피로 되고 암술머리는 2개이
다. 열매는 둥글고 지름 1cm 정도이며 9월에 흑색으로 익는다.